# Tokyo Yankees
Tokyo Yankess – japoński zespół speedmetalowy, założony w 1988 w Tokio.

## Skład
- Umemura – wokal
- Nori – gitara
- Ami – bas
- U.D.A – perkusja

### Gościnnie
- Matsumoto "Hide" Hideto – gitara (X Japan)
- Ishizuka "Pata" Tomoaku – gitara (X Japan)
- Hayashi Yoshiki – perkusja (X Japan)

## Dyskografia
- Do the Dirty, 1991
- Overdoing, 1992
- Ghostrider, 1993
- Vacate your Useless Brain, 1994
- The Best of Tokyo Yankees 93~95, 1996
- Pre Emptive Strike, 2003
- 777, 2004